# Jean-Baptiste Bernard de Vaublanc
Jean-Baptiste Bernard Viénot de Vaublanc (Juana Méndez, 17 de septiembre de 1761-Gusev, 19 de diciembre de 1812), fue un militar francés que participó en diversos conflictos a finales del siglo XVIII y principios del siglo XIX.
A los 17 años de edad se enlistó voluntariamente en el ejército francés para participar en la guerra de independencia estadounidense desde 1779 hasta 1782. Durante la revolución francesa participó en la campaña del río Rin para luego presidir el club político de Besanzón, donde se destacó por su moderación y sus fuertes convicciones republicanas.
Bajo el Primer Imperio Francés participó en la guerra de independencia española y en 1808 formó parte, de forma breve, del Consejo de Portugal presidido por Junot durante la ocupación francesa de ese país. Fue nombrado inspector general del ejército con grado de general de división en el ejército napoleónico de España y luego desarrolló el mismo cargo en la Grande Armée. Murió de agotamiento durante la retirada de la invasión napoleónica de Rusia cerca de Vilnius.

## Primeros años, Antiguo Régimen

### Guerra de independencia estadounidense

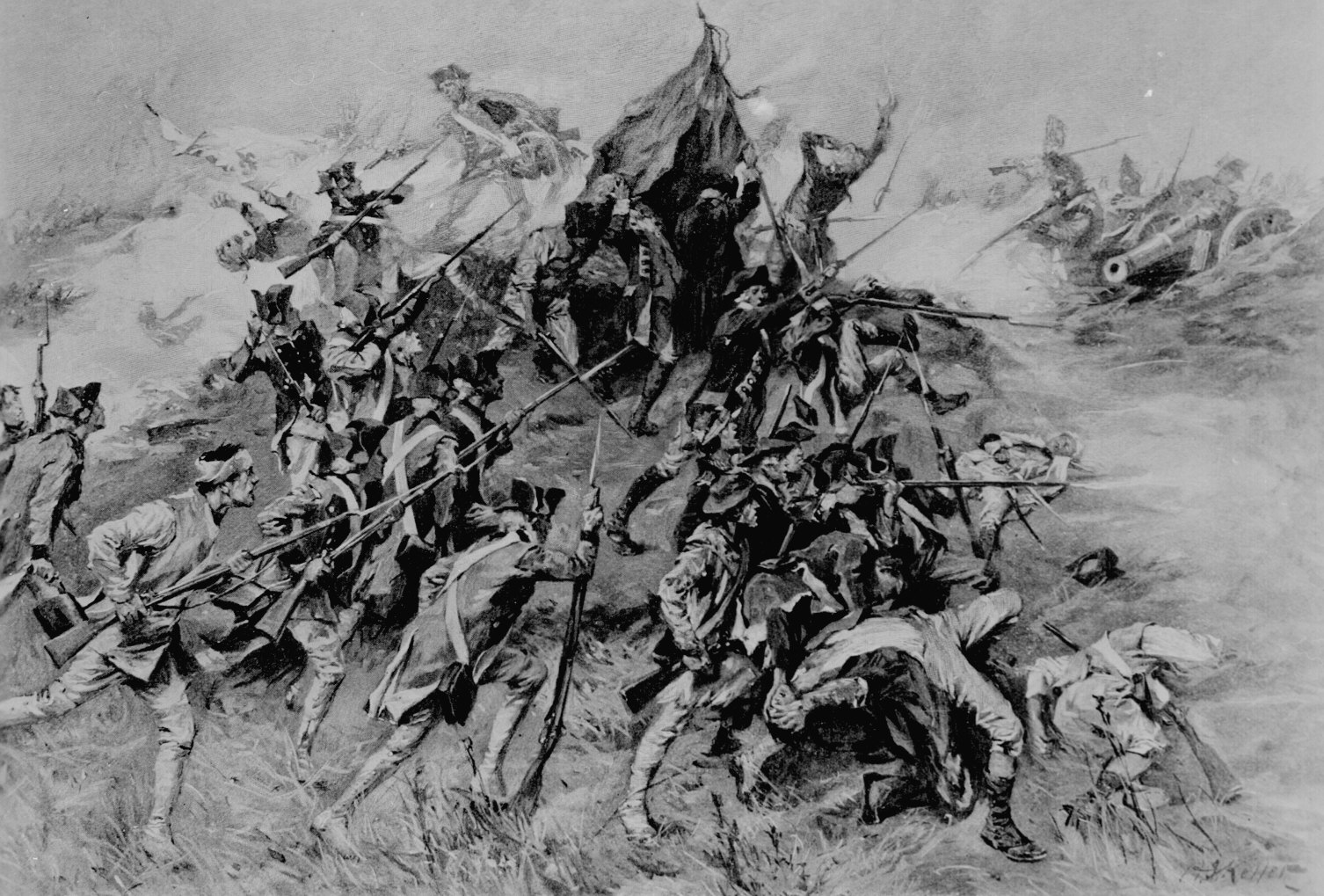
Asalto durante el sitio de Savannah.

Originario de una familia noble de Borgoña, fue el tercer hijo de Vivant-François de Vaublanc, comandante del fuerte Saint-Louis en Fort-Dauphin. Nació y creció en la colonia francesa de Santo Domingo donde su padre estaba apostado. Siendo joven partió a Francia para estudiar en la Escuela Militar de París hasta los 16 años. En 1779 regresó a Santo Domingo y se enlistó voluntariamente con tan solo 17 años en los Cazadores voluntarios de Santo Domingo con el grado de teniente.
Participó en el período septiembre-octubre de 1779 en varios combates de la guerra de independencia estadounidense, destacándose el sangriento sitio de Savannah en Georgia. El sitio finalizaría con la derrota de las tropas franco-estadounidenses luego del fracaso del ataque del 9 de octubre.
Pasó luego a servir en el buque de guerra Annibal, capitaneado por el comandante La Motte, con la misión de escoltar siete barcos franceses que sufrieron graves daños durante los combates hasta el fuerte San Luis en Martinica.
El 6 de marzo de 1780 Vaublanc quedó fuera del servicio activo pero luego se reintegraría y participaría en las campañas de 1781 y 1782. Finalizada la guerra, el nuevo gobierno estadounidense le concedió en agradecimiento junto a otros oficiales franceses varias concesiones territoriales.

### Carrera militar en el ejército real
En 1783 Vaublanc regresó a Francia y el 23 de septiembre se integró a la segunda compañía de la Guardia Real francesa en Versalles. Entre otras misiones tuvo que proteger al príncipe heredero Luis José de Francia. El 23 de septiembre de 1784 fue transferido al Regimiento francés de Cazadores a Caballo con el grado de subteniente, en 1776 sería ascendido a teniente. Se quedó en este regimiento hasta el 9 de diciembre de 1788 y renunció al ejército el 10 de julio de 1789.
Participó junto a su hermano mayor Jean-François en los Estados Generales de 1789, actuando en la asamblea provincial de la nobleza de Saintonge (antigua provincia francesa) en la ciudad de Saint-Jean-d'Angély.

## Actividad durante la Revolución Francesa
En junio de 1791 entró en las fuerzas revolucionarias al ser nombrado capitán de la Gendarmería Nacional en el departamento de Sena y Marne, probablemente gracias a la influencia de su hermano Vincent-Marie que en ese momento era presidente del directorio de ese departamento. Quedó bajo las órdenes del coronel Papillon, comandante de la primera división de gendarmería.

### Campaña del Rin

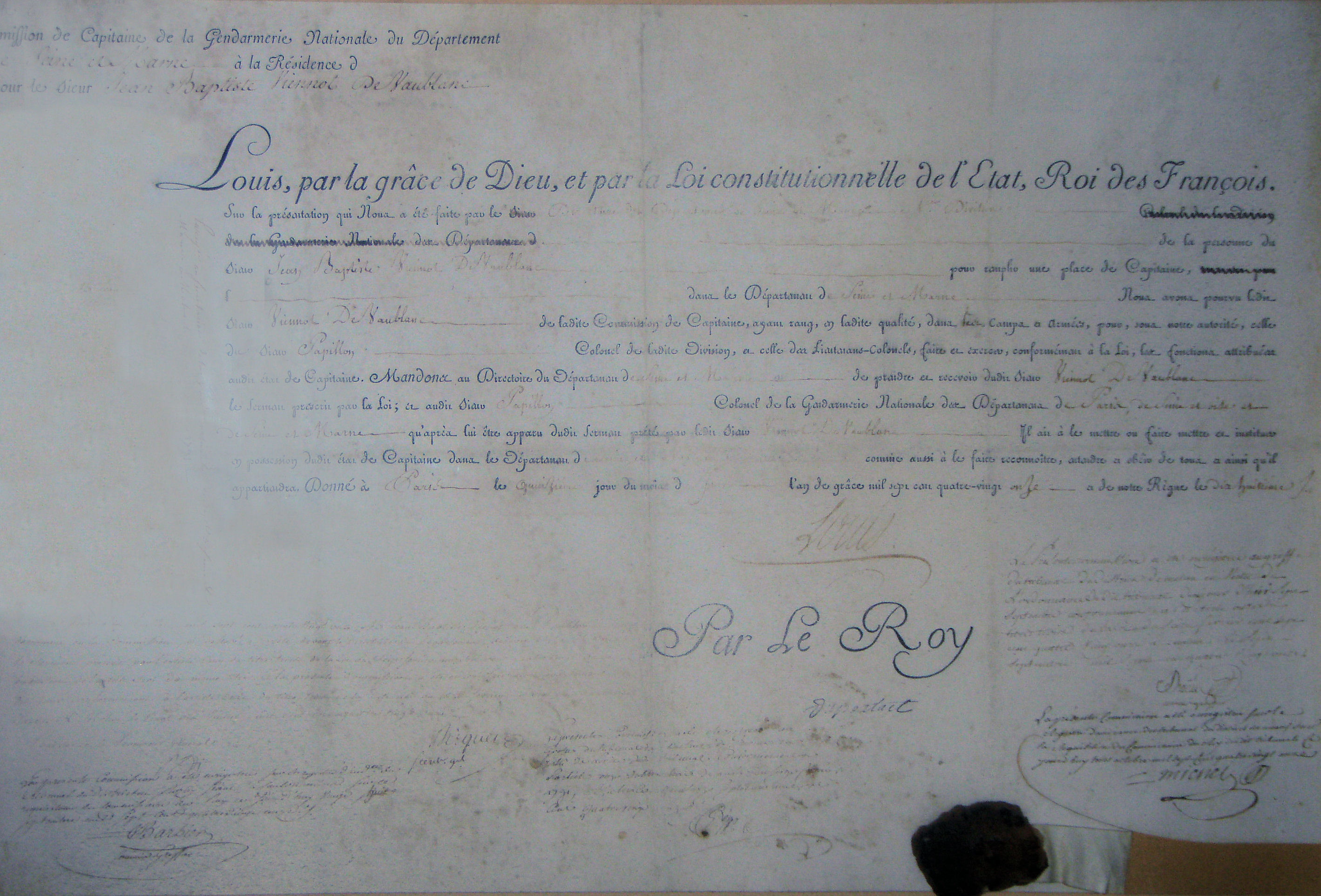
Título de capitán de gendarmería de Vaublanc de 1791

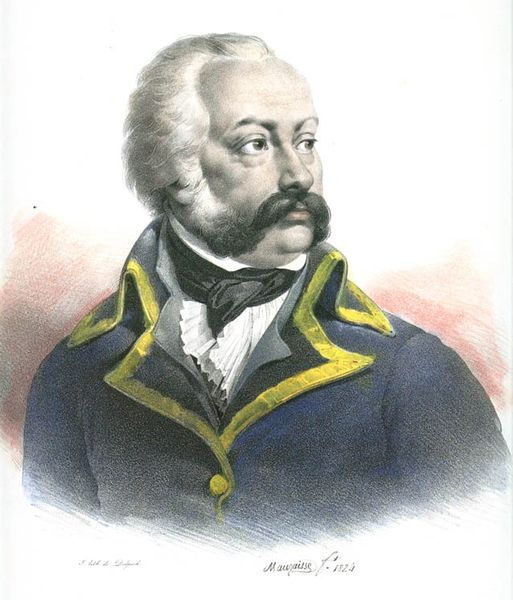
General Custine

El 18 de mayo de 1792 fue nombrado general adjunto en el Ejército del Norte. Luego, en enero de 1793, fue transferido al Ejército de los Vosgos comandado por el general Adam Philippe de Custine, del que se hizo muy cercano, y luego por el general Hugues Alexandre Joseph Meunier. En el pasaporte del ejército de Vaublanc aparece la siguiente cita firmada por el general Meunier:

El ciudadano Jean Baptiste Viénot sirvió bajo las órdenes de Custine con el celo e inteligencia de un buen militar y al mismo tiempo mostrando el civismo y los sentimientos de un hombre comprometido con la República.
General Meunier

En marzo de 1793 se lo volvió a transferir, esta vez al Ejército del Rin, comandado nuevamente por el general Custine. Participó en el último intento de Custine por recuperar el control de la fortaleza de Maguncia, evacuada por los franceses el 27 de marzo. El 16 de mayo de 1793 Custine se enfrentó en la batalla de Herxheim al general austríaco Friedrich Von Hotze, Vaublanc es asignado a la reserva comandando tres batallones. La batalla terminaría en derrota para el Ejército del Rin y como consecuencia el general Custine sería llamado de vuelta a París donde caería víctima de un complot de los Hebertistas. Custine fue arrestado y ejecutado en agosto de 1793.

### Establecimiento y vida política en Besanzón
Tras el fracaso del Ejército del Rin y la ejecución de Custine, Vaublanc fue transferido a la 6ª división territorial establecida en Besanzón. Esta división no participaba activamente en las guerras revolucionarias, sino que tenía como misión proteger y vigilar las ciudades francesas de la región de Besanzón. Esto le da la oportunidad a Vaublanc de establecerse y empezar su vida política a pesar de ya no contar con el apoyo de su hermano Vincent-Marie que vivía en la clandestinidad. En agosto de 1792 la monarquía constitucional de Luis XVI había sido derrocada tras la toma de las tullerías y el nuevo gobierno destituyó y persiguió a Vincent-Marie por haber sido representante de la nobleza.

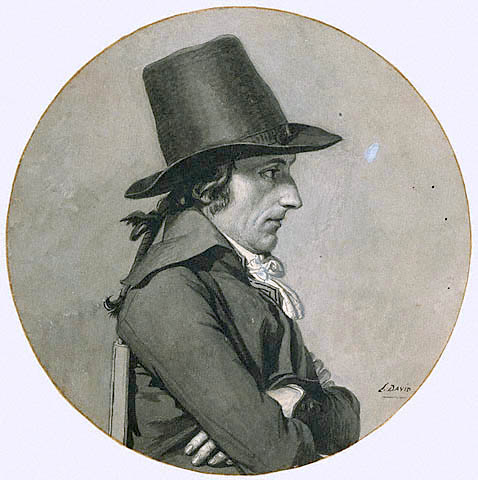
André Antoine Bernard.

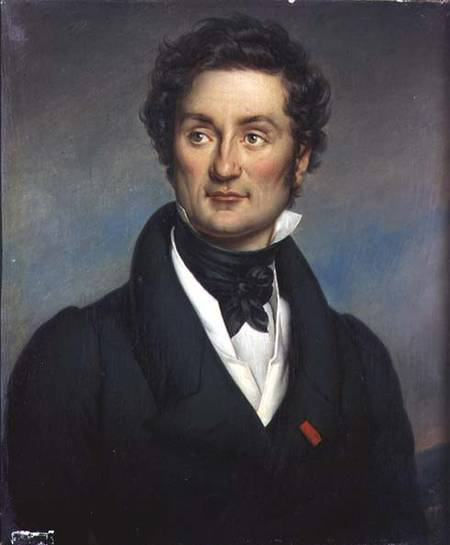
Charles Nodier

El origen noble de Vaublanc provocaba desconfianza en muchos militares y políticos de la Revolución, especialmente durante el período de el Terror, pero su elocuencia y sus claras convicciones republicanas le permitieron ganar el apoyo de los líderes locales de Besanzón, entre ellos el representante en misión André-Antoine Bernard y el entonces adolescente Charles Nodier, quien sería posteriormente uno de los fundadores del romanticismo. A comienzos de 1794 Vaublanc ya era presidente de la Sociedad Popular de Besanzón, el club Jacobino que se encargaba de aplicar localmente las reformas revolucionarias que se decidían en París. Además en junio de ese año Vaublanc contrajo matrimonio con Marie-Charlotte Sophie Pion, hija de un mercader de Besanzón.
Durante los años siguientes Vaublanc intentó establecer su posición, siendo destituido y reintegrado en sus cargos varias veces debido a las turbulentas condiciones de la política francesa de la época. En este período caótico llegó incluso a ser encarcelado en un par de ocasiones. En 1795, tras habérsele negado en tres ocasiones el ascenso a general de brigada, se retiró del ejército y pasó a trabajar como administrador de un liceo.

## Consulado y primer Imperio

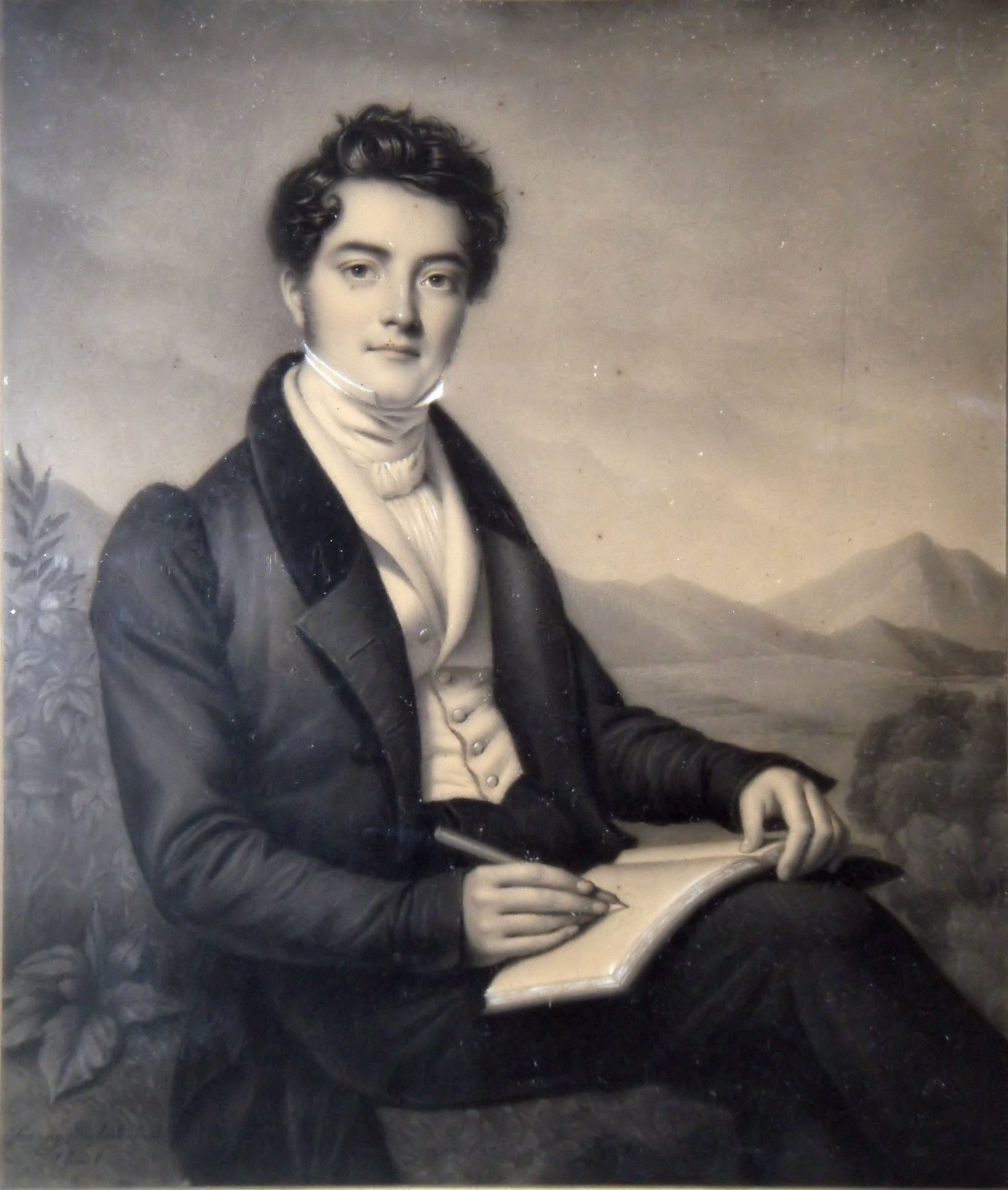
Vincent-Victor Henri, segundo hijo de Vaublanc

En 1799 Napoleón da un golpe de Estado, aboliendo el último gobierno de la Revolución Francesa y dando inicio al Consulado. Los nuevos dirigentes eran más favorables hacia Vaublanc y le pidieron que se reintegre al ejército. Con el apoyo de un antiguo conocido del Ejército del Rin, Henri Clarke, fue nombrado inspector general del ejército. En este período nacieron sus dos hijos, Alphonse en 1800 y Vincent-Victor Henri en 1802.
El 25 de abril de 1804 se le otorgó la Legión de Honor.

### Participación en el Ejército de España

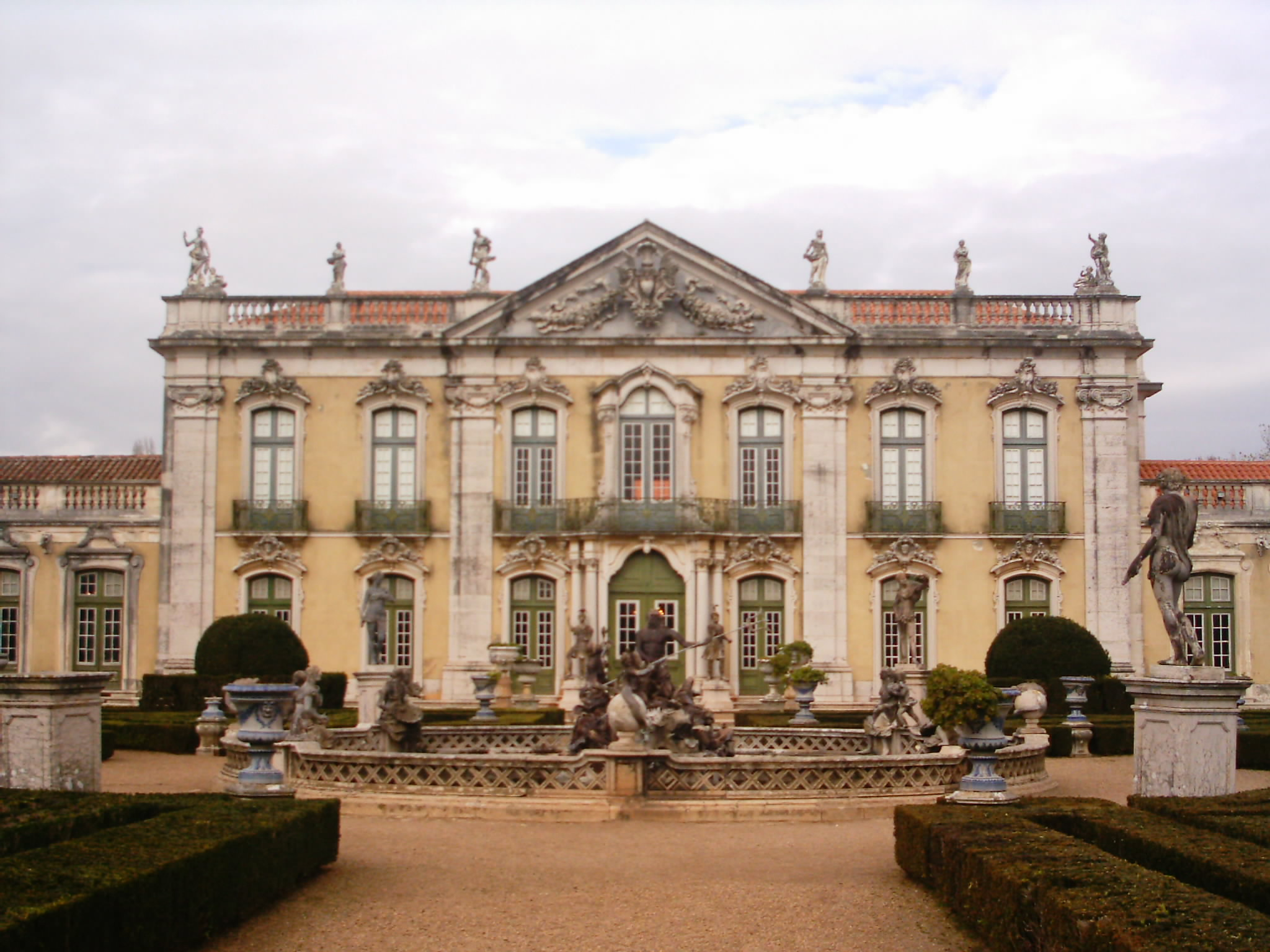
Palacio de Queluz, Sede del Consejo de Portugal

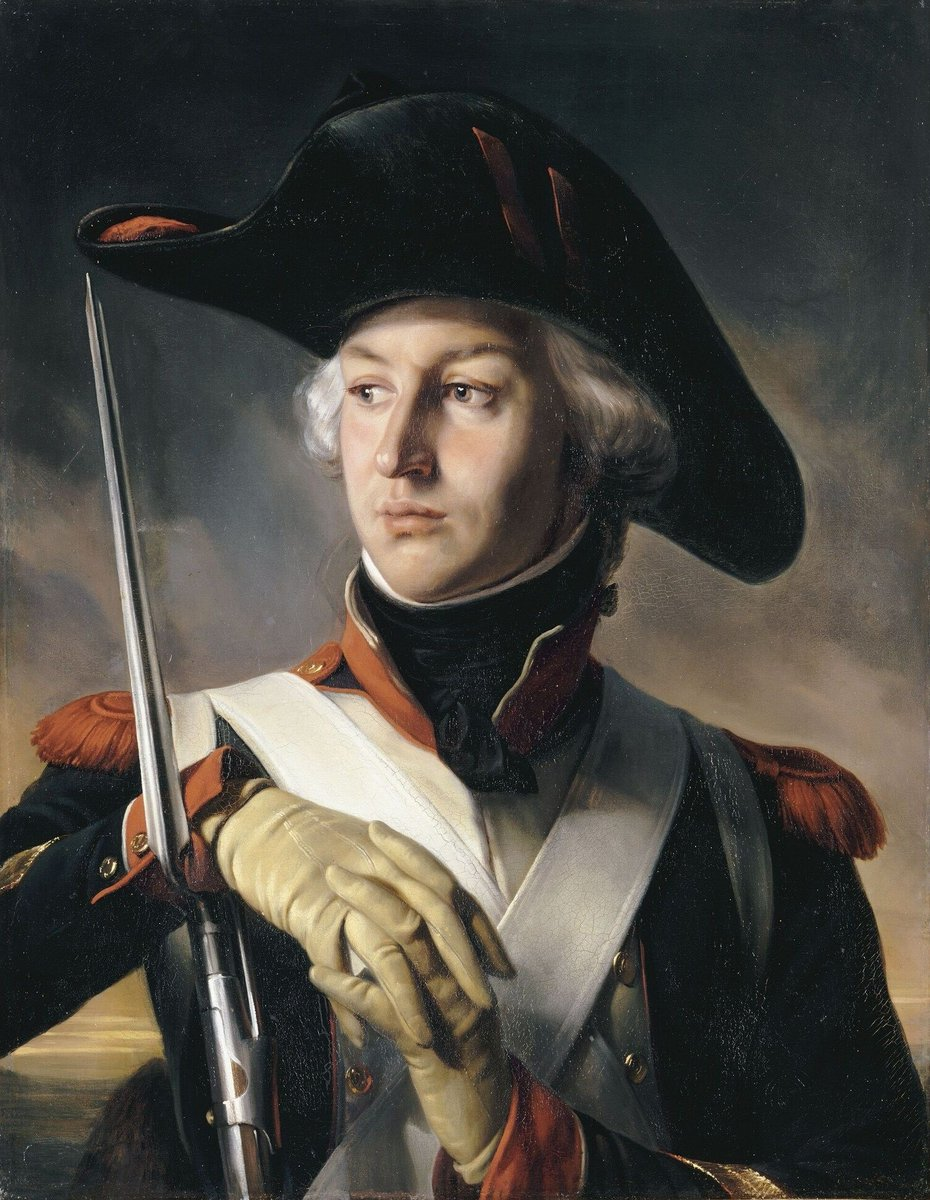
Jean-Andoche Junot

En octubre de 1807 se incorporó al cuerpo de observación de Gironda que se reunía en Bayona desde junio de ese año bajo las órdenes del antiguo gobernador militar de París Jean-Andoche Junot. La misión de este ejército de unos 25000 hombres era invadir Portugal, antiguo aliado del Reino Unido, por su tardanza en aplicar el bloqueo continental impuesto por Napoleón. En el Tratado de Fontainebleau los españoles y franceses acordaron invadir y ocupar de forma conjunta Portugal y se permitió el paso de tropas francesas por el territorio español. El cuerpo ingresó en España el 18 de octubre y entró a Lisboa el 30 de noviembre.
En agosto de 1808, luego de la fuga del príncipe regente Juan VI de Portugal y de la caída del consejo de Regencia, Vaublanc fue nombrado miembro del Consejo de Portugal ejerciendo el cargo de Secretario General. El consejo estaba presidido por el gobernador general Junot y tenía sede en el Palacio de Queluz.
Según el general Maximilien Sébastien Foy el consejo estaba compuesto por:
- Jean-Baptiste Bernard de Vaublanc, secretario general.
- Luuyt, ministro del Estado, la guerra y la marina.
- Pierre François de Lagarde, intendencia general de la policía.
- François-Antoine Herman, ministro del interior y finanzas.

Una vez más la integridad y el compromiso de Vaublanc con la causa le dan una buena reputación, pero sus colegas la aprovechan para saquear el país.
Luego de las derrotas francesas en las batallas de Vimeiro y Roliça y en virtud del convenio de Sintra, el ejército de Junot fue obligado a evacuar Portugal y fue repatriado hacia Rochefort en octubre de 1808.
En julio de 1809 Vaublanc regresó a la España ocupada por Napoleón como inspector general del ejército francés en España. Estuvo apostado en Valladolid, Burgos y Madrid en donde se encargaba se pasar revista y llevar el estado de las cuentas del ejército de forma centralizada. En julio de 1811 fue nombrado oficial de la Legión de Honor.

### La Grande Armée

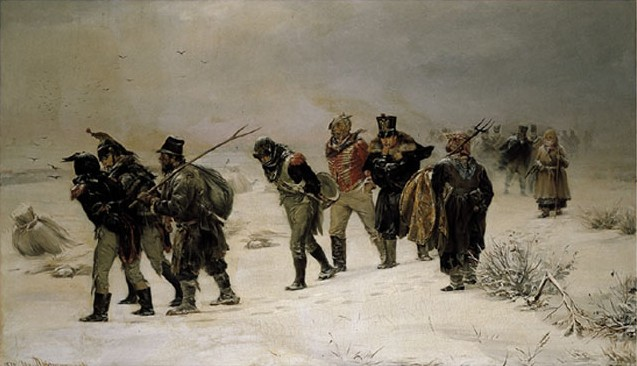
En 1812, por Illarion Prianichnikov

La retirada de Rusia de Jean-Baptiste Bernard de Vaublanc

El Emperador Napoleón retiró a Vaublanc de la península para nombrarlo inspector general del ejército de la Grande Armée en mayo de 1812. Vaublanc tenía un rol fundamental en la preparación de la campaña de Rusia. A pesar de no encontrarse en buen estado de salud y de los consejos de su compañero Berthier y su familia, partió a la campaña de Rusia siguiendo a la Grande Armée. El 7 de septiembre de 1812 Vaublanc participó en la Batalla de Borodinó
Durante la retirada de Rusia consiguió salvar algunos cuadros valiosos del incendio de Moscú al llevarlos a su tienda. Pero en poco tiempo tuvo que seguir la marcha a pie, espada en mano, con fiebre y un intenso frío. A pesar de la ayuda de sus compañeros del ejército no pudo resistir a la enfermedad y al agotamiento, falleciendo el 19 de diciembre de 1812 en la ciudad de Gusev (actualmente en el óblast de Kaliningrado), cerca de Vilnius, Lituania.

## Condecoraciones
Caballero de la Legión de Honor, 25 de abril de 1804.
 Oficial de la Legión de Honor, 22 de julio de 1811.